# Ulei pentru barbă
Uleiul pentru barbă este un produs cosmetic destinat îngrijirii bărbii și pielii feței având un efect de hidratare și conferind un aspect lucios. 

## Ingrediente
Cele mai multe uleiuri pentru barbă conțin ingrediente naturale cum ar fi: uleiul de jojoba (Simmondsia chinensis), uleiul de argan (Argania spinosa), ulei de migdale (Amygdalus communis), ulei de cocos (Cocos nucifera) dar și alte uleiuri esențiale ce pot preveni probleme des întâlnite (mâncărime, piele sensibilă etc.). Deși există și produse neparfumate, cele mai multe produse au diverse arome naturale.

## Istoric
Primele date despre uleiul pentru barbă sunt consemnate în zonele cu o climă aridă. Amerindienii foloseau uleiuri naturale de migdale sau ricin pentru a-și menține bărbile sănătoase și hidratate. Produsele moderne au fost disponibile în comerț încă din 1930 deși există foarte puține date despre această nișă fiind un produs ce nu se găsește cu ușurință în magazine fiind comercializat cu preponderență în magazinele online. Istoricul căutărilor Google arată că produsul a fost practic inexistent înainte de 2006. Crescând ulterior de la an la an explodând în 2013.

## Beneficii
Uleiul pentru barbă este un hidratant ce acționează direct asupra firului de păr prevenind deshidratarea și despicarea acestuia. Alte beneficii includ prevenirea mătreții și a deshidratării pielii. Uleiul pentru barbă acționează în profunzimea pielii dezvoltând o barbă mai maleabilă.

## Formulare chimică
Uleiurile pentru barbă sunt fabricate imitând uleiurile naturale produse de piele, cum ar fi sebumul. Uleiurile vegetale conțin, în general, vitaminele A, D și E. Se pot adăuga arome naturale precum pin, ceai verde, citrus sau arome sintetice cu rol de accentuare a proprietăților și aromelor existente. Aromele naturale pot conține așadar diferiți compuși sintetici pentru îmbunătățirea proprietăților și a funcționabilității. Produsele pot avea astfel și propietăți antibacteriene, anti-inflamatorii sau anti-îmbătrânire. Produsele ai căror producători susțin că au cu rol terapeutic trebuie aprobate de FDA în Statele Unite. În Uniunea Europeană, uleiul pentru barbă intră în categoria produselor cosmetice și fiecare produs trebuie înregistrat și notificat la Portalul Pentru Notificarea Produselor Cosmetice conform directivei Consiliului Europei Nr. 1223/2009 Articolul 13, înainte de a fi comercializat.

## Popularitate
Conform Google Trends populariatea uleiurilor pentru barbă e în continuă creștere din 2006 cu o accentuare a căutărilor în 2013 datorită faptului că bărbații sunt tot mai interesați de îngrijirea bărbilor. Comunitățile online și forumurile au contribuit puternic în vânzarea produselor din această nișă.